# Кишинёвский коммерческий банк
Кишиневский Коммерческий Банк (фр. Banque de Commerce de Kichineff) — российский коммерческий банк, существовавший в Кишинёве в 1871—1881 годах.
В 1864 году согласно высочайшему указу российского императора Александра II от 20 декабря 1863 года в Кишиневе было открыто отделение Государственного банка. А в 1871-м коллежский советник Иван Кристи обратился в Министерство финансов с ходатайством об учреждении первого коммерческого банка в Кишиневе. В прошении говорилось, что новый банк позволит «направить к производительным целям капиталы, ныне разбросанные и лежащие часто бесполезно».
Устав банка был высочайше утверждён 18 октября 1871 года. Уставный капитал «Кишиневского Коммерческого Банка» был разделён на 4000 учредительных паев по 250 рублей каждый.
В состав учредителей вошли крупные торговцы и бессарабские помещики-землевладельцы: кишиневские купцы 1-й гильдии Абрам Гринберг и Константин Чербаджоглу, кишиневские купцы 2-й гильдии Иван и Виктор Синадино, коллежский советник Иван Кристи, коллежский асессор, Константин Дука, майор Рышкан-Дерожинский, титулярный советник, Кириан Леонард, дворянин Константин Леонард, помещик Константин Андриопуло, купцы Федор и Перикл Родоканаки.
Основная сфера деятельности —  приём депозитов, выдача кредитов и  приём активов в залог под обеспечение выданных кредитов. Основной деятельностью банка было стимулирование торговли, путём предоставления кредита и учета векселей. Банк имел филиал в г. Хотин
Банк был поглощен Одесским Учетным банком в 1881 году и превращен в его филиал.
В течение длительного времени Кишиневский коммерческий банк был единственным финансовым учреждением Бессарабской губернии, основанном на принципах частного капитала.